# Ajda Valcl
Ajda Valcl, slovenska gledališka in radijska režiserka, * 20. april 1981, Slovenj Gradec.

## Življenje
Obiskovala je OŠ Antona Aškerca in gimnazijo na ŠC Velenje v Velenju, ob tem je obiskovala nižjo glasbeno šolo Frana Koruna Koželjskega. Svoje izobraževanje je leta 2000 nadaljevala v Ljubljani na AGRFT. Že med študijem je režirala oziroma sorežirala več dram: Molierovo Ljubezen zdravnik, Flisarjevo Kostanjevo krono, Shakespearovega Hamleta in Ukročeno trmoglavko. Študij je zaključila z diplomsko predstavo Zupančičevega Slastnega mrliča v Šentjakobskem gledališču 2004. Diplomirala je leta 2006 iz gledališke in radijske režije. Od leta 2011 je samozaposlena v kulturi.
Ob tem je v plavalnem društvu PK Velenje (1988−1997) ter PK Celje (1996−1998) trenirala plavanje, bila pa je tudi članica kadetske, mladinske in članske plavalne reprezentance Slovenije. Osvojila je več naslovov državne prvakinje, nastopila pa je tudi na mladinskem evropskem prvenstvu v Ženevi leta 1995 ter v Kopenhagnu leta 1996, na svetovnem prvenstvu pa je plavala v kratkih bazenih. Udeležila se je tudi mednarodnih tekmovanj na Dunaju, v Luksemburgu, Pragi, Reki. Plavanje je nato opustila in se posvetila gledališki in radijski režiji. 

## Delo
Ajda Valcl sodi v generacijo mlajših, vendar uveljavljenih režiserjev, ki k slovenski gledališki kulturi veliko prispevajo in obetajo. Režirala je za gledališča SLG Celje, LGL, LG Maribor, SNG Drama Ljubljana, SNG Nova Gorica ter Gledališče Glej. Predstav izpod njene taktirke je bilo od leta 2002 do 2017 uprizorjenih kar 21. Leta 2014 se je začela uprizarjati njena predstava Emil in detektivi v Ljubljanskem lutkovnem gledališču, zanjo je nato leta 2015 prejela nagrado za najboljšo predstavo festivala Zlata Paličica in najboljšo predstavo Pikinega festivala v Velenju.
V tem času je ustvarjala tudi na radijskih projektih, od katerih sta bila dva uvrščena na tekmovalni program mednarodnega festivala Prix Nova, sodelovala pa je tudi pri različnih dramatizacijah in radijskih priredbah. Ukvarja se tudi z gledališkimi delavnicami za mladino, mentorica pa je bila na delavnicah dramskega pisanja (preglej, Teden slovenske drame).
Njeno ustvarjanje je slovenskemu gledališkemu občinstvu predstavilo dramska dela svetovnih dramatikov, njene najbolj poznane so Gledališka skica II, Igra (Samuel Beckett), Lunine mene (Sam Shepard), Po Magrittu (Tom Stoppard), Bostonska naveza (David Mammet), Slika Doriana Graya (Oscar Wilde), Staromodna komedija (Aleksej Nikolajevič Arbuzov). Kot asistentka je sodelovala z več režiserji (D. Mlakar, D. De Brea, J. Pipan in B. Cavazza)

## Režije
2010−2017
| 2017 | RAZGLEDNICE ALI STRAH JE OD ZNOTRAJ VOTEL, OD ZUNAJ PA GA NIČ NI, SNG Drama Ljubljana   |
| 2017 | Aleksej Nikolajevič Arbuzov STAROMODNA KOMEDIJA, Drama SNG Maribor                      |
| 2016 | Ajda Valcl GLEJ, K NEKI MANKA, Gledališče GLEJ                                          |
| 2016 | Anja Štefan GUGALNICA ZA VSE, Lutkovno gledališče Ljubljana                             |
| 2015 | SNOFOR, Lutkovno gledališče Ljubljana                                                   |
| 2015 | Michele Riml DOKLER NAJU SEKS NE LOČI, Slovensko ljudsko gledališče Celje               |
| 2015 | Vesna Hauschild INVENTURA, SNG Drama Ljubljana                                          |
| 2014 | Erich Kästner EMIL IN DETEKTIVI, Lutkovno gledališče Ljubljana                          |
| 2014 | Tom Stoppard PO MAGRITTU, SNG Nova Gorica                                               |
| 2012 | Simona Hamer, Ajda Valcl ZAJTRK, SNG Nova Gorica                                        |
| 2011 | Andreja Zelinka AD ASTRAM, Mestno gledališče ljubljansko, Zunajinstitucionalni projekti |
| 2010 | Oscar Wilde SLIKA DORIANA GRAYA, SNG Drama Ljubljana                                    |

2000−2009
| 2009 | Samuel Beckett GLEDALIŠKA SKICA II ; IGRA., SNG Drama Ljubljana                            |
| 2008 | Zalka Grabnar Kogoj AMPAK DANE, ŠKUC gledališče                                            |
| 2008 | Niko Grafenauer PEDENJPED, Lutkovno gledališče Maribor                                     |
| 2007 | Zalka Grabnar Kogoj AMPAK DANE, Gledališče GLEJ                                            |
| 2006 | RINGARAJA, Lutkovno gledališče Maribor                                                     |
| 2004 | Matjaž Zupančič SLASTNI MRLIČ, Akademija za gledališče, radio, film in televizijo          |
| 2003 | William Shakespeare UKROČENA TRMOGLAVKA, Akademija za gledališče,radio, film in televizijo |
| 2003 | William Shakespeare HAMLET, Akademija za gledališče, radio, film in televizijo             |
| 2002 | Evald Flisar KOSTANJEVA KRONA, Akademija za gledališče, radio, film in televizijo          |

## Nagrade
| 2015 | Najboljša predstava festivala Zlata paličica (Emil in detektivi, LGL)     |
| 2015 | Najboljša predstava Pikinega festivala v Velenju (Emil in detektivi, LGL) |